# Атлетика на Летњим параолимпијским играма 2016 — 400 метара за жене
Трка на 400 метара за жене, била је једна од 29 дисциплина атлетског програма на Летњим параолимпијским играма 2016. у Рио де Жанеиру, Бразил. Такмичење је одржано од 10. до 17. септембра на Олимпијском стадиону Жоао Авеланж.

## Земље учеснице
Учествовало је 116 такмичарки из 39 земаља.
1. Азербејџан (1)
2. Ангола (2)
3. Аустралија (4)
4. Белгија (2)
5. Бермуди (1)
6. Бразил (5)
7. Венецуела (3)
8. Етиопија (1)
9. Источни Тимор (1)
10. Италија (2)
11. Јапан (5)
12. Јужноафричка Република (3)
13. Канада (3)
14. Кина (13)
15. Куба (2)
16. Мађарска (3)
17. Малезија (1)
18. Мароко (1)
19. Мексико (3)
20. Мозамбик (1)
21. Намибија (2)
22. Немачка (3)
23. Перу (1)
24. Пољска (4)
25. Португалија (3)
26. Сингапур (1)
27. САД (14)
28. Тунис (4)
29. Турска (3)
30. Уједињено Краљевство (6)
31. Украјина (4)
32. Финска (1)
33. Француска (3)
34. Холандија (2)
35. Чешка (1)
36. Чиле (1)
37. Швајцарска (2)
38. Шпанија (3)
39. Шри Ланка (1)

## Рекорди пре почетка такмичења
(стање 8. септембра 2016.)

### Класа Т11
| Рекорди пре почетка Параолимпијских игара 2016.     | Рекорди пре почетка Параолимпијских игара 2016. | Рекорди пре почетка Параолимпијских игара 2016. | Рекорди пре почетка Параолимпијских игара 2016. | Рекорди пре почетка Параолимпијских игара 2016. | Рекорди пре почетка Параолимпијских игара 2016. |
| --------------------------------------------------- | ----------------------------------------------- | ----------------------------------------------- | ----------------------------------------------- | ----------------------------------------------- | ----------------------------------------------- |
| Светски рекорд                                      | 56,14                                           | Терезина Гуилермина                             | Бразил                                          | Рио де Жанеиро, Бразил                          | 18. август 2007.                                |
| Параолимпијски рекорд                               | 56,83                                           | Пурифицацион Сантамарта Браво                   | Шпанија                                         | Сиднеј, Аустралија                              | 25. октобар 2000.                               |
| Рекорди после завршених Параолимпијских игара 2016. |                                                 |                                                 |                                                 |                                                 |                                                 |
| Параолимпијски рекорд                               | 56,31                                           | Цуејћинг Љу                                     | Кина                                            | Рио де Жанеиро, Бразил                          | 15. септембар 2016.                             |

### Класа Т12
| Рекорди пре почетка Параолимпијских игара 2016.     | Рекорди пре почетка Параолимпијских игара 2016. | Рекорди пре почетка Параолимпијских игара 2016. | Рекорди пре почетка Параолимпијских игара 2016. | Рекорди пре почетка Параолимпијских игара 2016. | Рекорди пре почетка Параолимпијских игара 2016. |
| --------------------------------------------------- | ----------------------------------------------- | ----------------------------------------------- | ----------------------------------------------- | ----------------------------------------------- | ----------------------------------------------- |
| Светски рекорд                                      | 53,05                                           | Омара Дуранд                                    | Куба                                            | Доха, Катар                                     | 23. октобар 2015.                               |
| Параолимпијски рекорд                               | 53,67                                           | Асиа Ел Ханоуни                                 | Француска                                       | Атина, Уједињено Краљевство                     | 27. септембар 2004.                             |
| Рекорди после завршених Параолимпијских игара 2016. |                                                 |                                                 |                                                 |                                                 |                                                 |
| Светски рекорд                                      | 53,05                                           | Омара Дуранд                                    | Куба                                            | Рио де Жанеиро, Бразил                          | 15. септембар 2016.                             |
| Параолимпијски рекорд                               | 53,05                                           | Омара Дуранд                                    | Куба                                            | Рио де Жанеиро, Бразил                          | 15. септембар 2016.                             |
| Светски рекорд                                      | 51,77                                           | Омара Дуранд                                    | Куба                                            | Рио де Жанеиро, Бразил                          | 17. септембар 2016.                             |
| Параолимпијски рекорд                               | 51,77                                           | Омара Дуранд                                    | Куба                                            | Рио де Жанеиро, Бразил                          | 17. септембар 2016.                             |

### Класа Т13
| Рекорди пре почетка Параолимпијских игара 2016. | Рекорди пре почетка Параолимпијских игара 2016. | Рекорди пре почетка Параолимпијских игара 2016. | Рекорди пре почетка Параолимпијских игара 2016. | Рекорди пре почетка Параолимпијских игара 2016. | Рекорди пре почетка Параолимпијских игара 2016. |
| ----------------------------------------------- | ----------------------------------------------- | ----------------------------------------------- | ----------------------------------------------- | ----------------------------------------------- | ----------------------------------------------- |
| Светски рекорд                                  | 54,46                                           | Марла Руњан                                     | Сједињене Државе                                | Лос Анђелес, САД                                | 3. јун 1995.                                    |
| Параолимпијски рекорд                           | 55,12                                           | Омара Дуранд                                    | Куба                                            | Лондон, Уједињено Краљевство                    | 3. септембар 2012.                              |

### Класа Т20
| Рекорди пре почетка Параолимпијских игара 2016.     | Рекорди пре почетка Параолимпијских игара 2016. | Рекорди пре почетка Параолимпијских игара 2016. | Рекорди пре почетка Параолимпијских игара 2016. | Рекорди пре почетка Параолимпијских игара 2016. | Рекорди пре почетка Параолимпијских игара 2016. |
| --------------------------------------------------- | ----------------------------------------------- | ----------------------------------------------- | ----------------------------------------------- | ----------------------------------------------- | ----------------------------------------------- |
| Светски рекорд                                      | 57,78                                           | Барбара Њевјеџиал                               | Пољска                                          | Доха, Катар                                     | 30. октобар 2015.                               |
| Рекорди после завршених Параолимпијских игара 2016. |                                                 |                                                 |                                                 |                                                 |                                                 |
| Параолимпијски рекорд                               | 58,25                                           | Бреана Кларк                                    | Сједињене Државе                                | Рио де Жанеиро, Бразил                          | 12. септембар 2016.                             |
| Параолимпијски рекорд                               | 57,79                                           | Бреана Кларк                                    | Сједињене Државе                                | Рио де Жанеиро, Бразил                          | 13. септембар 2016.                             |

### Класа Т34
| Рекорди пре почетка Параолимпијских игара 2016.     | Рекорди пре почетка Параолимпијских игара 2016. | Рекорди пре почетка Параолимпијских игара 2016. | Рекорди пре почетка Параолимпијских игара 2016. | Рекорди пре почетка Параолимпијских игара 2016. | Рекорди пре почетка Параолимпијских игара 2016. |
| --------------------------------------------------- | ----------------------------------------------- | ----------------------------------------------- | ----------------------------------------------- | ----------------------------------------------- | ----------------------------------------------- |
| Светски рекорд                                      | 59,42                                           | Хана Кокрофт                                    | Велика Британија                                | Арбон, Швајцарска                               | 6. јун 2015.                                    |
| Параолимпијски рекорд                               | 1:13,81                                         | Ребека Фелдман                                  | Аустралија                                      | Сиднеј, Аустралија                              | 28. октобар 2000.                               |
| Рекорди после завршених Параолимпијских игара 2016. |                                                 |                                                 |                                                 |                                                 |                                                 |
| Светски рекорд                                      | 58,78                                           | Хана Кокрофт                                    | Велика Британија                                | Рио де Жанеиро, Бразил                          | 14. септембар 2016.                             |
| Параолимпијски рекорд                               | 58,78                                           | Хана Кокрофт                                    | Велика Британија                                | Рио де Жанеиро, Бразил                          | 14. септембар 2016.                             |

### Класа Т37
| Рекорди пре почетка Параолимпијских игара 2016.     | Рекорди пре почетка Параолимпијских игара 2016. | Рекорди пре почетка Параолимпијских игара 2016. | Рекорди пре почетка Параолимпијских игара 2016. | Рекорди пре почетка Параолимпијских игара 2016. | Рекорди пре почетка Параолимпијских игара 2016. |
| --------------------------------------------------- | ----------------------------------------------- | ----------------------------------------------- | ----------------------------------------------- | ----------------------------------------------- | ----------------------------------------------- |
| Светски рекорд                                      | 1:00,63                                         | Georgina Hermitage                              | Велика Британија                                | Арбон, Швајцарска                               | 6. јун 2015.                                    |
| Параолимпијски рекорд                               | 1:04,79                                         | Лиза Макинтош                                   | Аустралија                                      | Сиднеј, Аустралија                              | 23. октобар 2000.                               |
| Рекорди после завршених Параолимпијских игара 2016. |                                                 |                                                 |                                                 |                                                 |                                                 |
| Параолимпијски рекорд                               | 1:03,44                                         | Georgina Hermitage                              | Велика Британија                                | Рио де Жанеиро, Бразил                          | 12. септембар 2016.                             |
| Светски рекорд                                      | 1:00,53                                         | Georgina Hermitage                              | Велика Британија                                | Рио де Жанеиро, Бразил                          | 13. септембар 2016.                             |
| Параолимпијски рекорд                               | 1:00,53                                         | Georgina Hermitage                              | Велика Британија                                | Рио де Жанеиро, Бразил                          | 13. септембар 2016.                             |

### Класа Т38
| Рекорди пре почетка Параолимпијских игара 2016.     | Рекорди пре почетка Параолимпијских игара 2016. | Рекорди пре почетка Параолимпијских игара 2016. | Рекорди пре почетка Параолимпијских игара 2016. | Рекорди пре почетка Параолимпијских игара 2016. | Рекорди пре почетка Параолимпијских игара 2016. |
| --------------------------------------------------- | ----------------------------------------------- | ----------------------------------------------- | ----------------------------------------------- | ----------------------------------------------- | ----------------------------------------------- |
| Светски рекорд                                      | 1:02,12                                         | Маргарита Гончарова                             | Русија                                          | Гросето, Италија                                | 13. јун 2016.                                   |
| Параолимпијски рекорд                               | 1:05,41                                         | Катрина Веб                                     | Аустралија                                      | Атина, Грчка                                    | 27. септембар 2004.                             |
| Рекорди после завршених Параолимпијских игара 2016. |                                                 |                                                 |                                                 |                                                 |                                                 |
| Светски рекорд                                      | 1:00,71                                         | Кадина Кокс                                     | Велика Британија                                | Рио де Жанеиро, Бразил                          | 14. септембар 2016.                             |
| Параолимпијски рекорд                               | 1:00,71                                         | Кадина Кокс                                     | Велика Британија                                | Рио де Жанеиро, Бразил                          | 14. септембар 2016.                             |

### Класа Т43
| Рекорди пре почетка Параолимпијских игара 2016.     | Рекорди пре почетка Параолимпијских игара 2016. | Рекорди пре почетка Параолимпијских игара 2016. | Рекорди пре почетка Параолимпијских игара 2016. | Рекорди пре почетка Параолимпијских игара 2016. | Рекорди пре почетка Параолимпијских игара 2016. |
| --------------------------------------------------- | ----------------------------------------------- | ----------------------------------------------- | ----------------------------------------------- | ----------------------------------------------- | ----------------------------------------------- |
| Светски рекорд                                      | 1:00,78                                         | Марлоу ван Ријн                                 | Холандија                                       | Нотвил, Швајцарска                              | 18. мај 2014.                                   |
| Рекорди после завршених Параолимпијских игара 2016. |                                                 |                                                 |                                                 |                                                 |                                                 |
| Параолимпијски рекорд                               | 1:03,83                                         | Федерика Масперо                                | Италија                                         | Рио де Жанеиро, Бразил                          | 12. септембар 2016.                             |

### Класа Т44
| Рекорди пре почетка Параолимпијских игара 2016.     | Рекорди пре почетка Параолимпијских игара 2016. | Рекорди пре почетка Параолимпијских игара 2016. | Рекорди пре почетка Параолимпијских игара 2016. | Рекорди пре почетка Параолимпијских игара 2016. | Рекорди пре почетка Параолимпијских игара 2016. |
| --------------------------------------------------- | ----------------------------------------------- | ----------------------------------------------- | ----------------------------------------------- | ----------------------------------------------- | ----------------------------------------------- |
| Светски рекорд                                      | 59,30                                           | Мари-Амели Ле Фур                               | Француска                                       | Доха, Катар                                     | 28. октобар 2015.                               |
| Параолимпијски рекорд                               | 1:05,41                                         | Кејт Хоран                                      | Нови Зеланд                                     | Атина, Грчка                                    | 24. септембар 2004.                             |
| Рекорди после завршених Параолимпијских игара 2016. |                                                 |                                                 |                                                 |                                                 |                                                 |
| Светски рекорд                                      | 59,27                                           | Мари-Амели Ле Фур                               | Француска                                       | Рио де Жанеиро, Бразил                          | 12. септембар 2016.                             |
| Параолимпијски рекорд                               | 59,27                                           | Мари-Амели Ле Фур                               | Француска                                       | Рио де Жанеиро, Бразил                          | 12. септембар 2016.                             |

### Класе Т46 и Т47
| Рекорди пре почетка Параолимпијских игара 2016. | Рекорди пре почетка Параолимпијских игара 2016. | Рекорди пре почетка Параолимпијских игара 2016. | Рекорди пре почетка Параолимпијских игара 2016. | Рекорди пре почетка Параолимпијских игара 2016. | Рекорди пре почетка Параолимпијских игара 2016. |
| ----------------------------------------------- | ----------------------------------------------- | ----------------------------------------------- | ----------------------------------------------- | ----------------------------------------------- | ----------------------------------------------- |
| Светски рекорд                                  | 55,72                                           | Јунидис Кастиљо                                 | Куба                                            | Лондон, Уједињено Краљевство                    | 8. септембар 2012.                              |
| Параолимпијски рекорд                           | 55,72                                           | Јунидис Кастиљо                                 | Куба                                            | Лондон, Уједињено Краљевство                    | 8. септембар 2012.                              |

### Класа Т52
| Рекорди пре почетка Параолимпијских игара 2016.     | Рекорди пре почетка Параолимпијских игара 2016. | Рекорди пре почетка Параолимпијских игара 2016. | Рекорди пре почетка Параолимпијских игара 2016. | Рекорди пре почетка Параолимпијских игара 2016. | Рекорди пре почетка Параолимпијских игара 2016. |
| --------------------------------------------------- | ----------------------------------------------- | ----------------------------------------------- | ----------------------------------------------- | ----------------------------------------------- | ----------------------------------------------- |
| Светски рекорд                                      | 1:04,87                                         | Мариеке Верворт                                 | Белгија                                         | Кортрајк, Белгија                               | 14. јул 2013.                                   |
| Параолимпијски рекорд                               | 1:09,52                                         | Лиса Франкс                                     | Канада                                          | Атина, Грчка                                    | 24. септембар 2004.                             |
| Рекорди после завршених Параолимпијских игара 2016. |                                                 |                                                 |                                                 |                                                 |                                                 |
| Параолимпијски рекорд                               | 1:05,43                                         | Мишел Стилвел                                   | Француска                                       | Рио де Жанеиро, Бразил                          | 10. септембар 2016.                             |

### Класа Т53
| Рекорди пре почетка Параолимпијских игара 2016.     | Рекорди пре почетка Параолимпијских игара 2016. | Рекорди пре почетка Параолимпијских игара 2016. | Рекорди пре почетка Параолимпијских игара 2016. | Рекорди пре почетка Параолимпијских игара 2016. | Рекорди пре почетка Параолимпијских игара 2016. |
| --------------------------------------------------- | ----------------------------------------------- | ----------------------------------------------- | ----------------------------------------------- | ----------------------------------------------- | ----------------------------------------------- |
| Светски рекорд                                      | 54,69                                           | Анђела Балард                                   | Аустралија                                      | Индијанаполис, САД                              | 4. јун 2016.                                    |
| Параолимпијски рекорд                               | 54,88                                           | Џесика Гали                                     | Сједињене Државе                                | Пекинг, Кина                                    | 10. септембар 2008.                             |
| Рекорди после завршених Параолимпијских игара 2016. |                                                 |                                                 |                                                 |                                                 |                                                 |
| Светски рекорд                                      | 54,43                                           | Хунгџуан Џоу                                    | Кина                                            | Рио де Жанеиро, Бразил                          | 11. септембар 2016.                             |
| Параолимпијски рекорд                               | 54,43                                           | Хунгџуан Џоу                                    | Кина                                            | Рио де Жанеиро, Бразил                          | 11. септембар 2016.                             |

### Класа Т54
| Рекорди пре почетка Параолимпијских игара 2016. | Рекорди пре почетка Параолимпијских игара 2016. | Рекорди пре почетка Параолимпијских игара 2016. | Рекорди пре почетка Параолимпијских игара 2016. | Рекорди пре почетка Параолимпијских игара 2016. | Рекорди пре почетка Параолимпијских игара 2016. |
| ----------------------------------------------- | ----------------------------------------------- | ----------------------------------------------- | ----------------------------------------------- | ----------------------------------------------- | ----------------------------------------------- |
| Светски рекорд                                  | 51,90                                           | Татјана Мекфаден                                | Сједињене Државе                                | Арбон, Швајцарска                               | 4. јун 2015.                                    |
| Параолимпијски рекорд                           | 51,91                                           | Шантал Петитклерк                               | Канада                                          | Атина, Грчка                                    | 25. септембар 2004.                             |

## Сатница
| Датум               | Време | Класа     | Ниво          |
| ------------------- | ----- | --------- | ------------- |
| 10. септембар 2016. | 11:04 | Т52       | Финале        |
| 10. септембар 2016. | 12:33 | Т53       | Квалификације |
| 11. септембар 2016. | 10:00 | Т54       | Квалификације |
| 11. септембар 2016. | 17:30 | Т53       | Финале        |
| 11. септембар 2016. | 17:37 | Т54       | Финале        |
| 12. септембар 2016. | 10:24 | Т34       | Квалификације |
| 12. септембар 2016. | 17:50 | Т20       | Квалификације |
| 12. септембар 2016. | 18:12 | Т43 и Т44 | Финале        |
| 13. септембар 2016. | 10:00 | Т46 и Т47 | Квалификације |
| 15. септембар 2016. | 11:30 | Т12       | Квалификације |
| 15. септембар 2016. | 19:54 | Т11       | Квалификације |
| 13. септембар 2016. | 10:14 | Т37       | Финале        |
| 13. септембар 2016. | 17:30 | Т20       | Финале        |
| 14. септембар 2016. | 11:17 | Т38       | Финале        |
| 14. септембар 2016. | 17:40 | Т34       | Финале        |
| 14. септембар 2016. | 18:26 | Т46 и Т47 | Финале        |
| 16. септембар 2016. | 17:30 | Т11       | Финале        |
| 17. септембар 2016. | 10:44 | Т13       | Финале        |
| 17. септембар 2016. | 18:25 | Т12       | Финале        |

Сва времена су по локалном времену (UTC+3)

## Освајачи медаља
|                                           |                                            |                                      |
| Класа Т11                                 |                                            |                                      |
| Цуејћинг Љу · Кина                        | Сол Рохас · Венецуела                      | Терезина Гуилермина · Бразил         |
| Класа Т12                                 |                                            |                                      |
| Омара Дуранд · Куба                       | Оксана Ботурчук · Украјина                 | Едмилса Говерно · Мозамбик           |
| Класа Т13                                 |                                            |                                      |
| Нантенин Кеита · Француска                | Илсе Хејс · Јужноафричка Република         | Leilia Adzhametova · Украјина        |
| Класа Т20                                 |                                            |                                      |
| Бреана Кларк · САД                        | Наталија Лезловетска · Украјина            | Барбара Њевјеџиал · Пољска           |
| Класа Т34                                 |                                            |                                      |
| Хана Кокрофт · Уједињено Краљевство       | Алекса Халко · САД                         | Каре Аденеган · Уједињено Краљевство |
| Класа Т35                                 |                                            |                                      |
| Сја Џоу · Кина                            | Исис Холт · Аустралија                     | Марија Лајл · Уједињено Краљевство   |
| Класа Т37                                 |                                            |                                      |
| Georgina Hermitage · Уједињено Краљевство | Сјаојен Вен · Кина                         | Неда Бахи · Тунис                    |
| Класа Т38                                 |                                            |                                      |
| Кадина Кокс · Уједињено Краљевство        | Ђуенфеј Чен · Кина                         | Вероника Хиполито · Бразил           |
| Класе Т43 и Т44                           |                                            |                                      |
| Мари-Амели Ле Фур · Француска             | Ирмгард Бенсусан · Немачка                 | Грејс Норман · САД                   |
| Класе Т46 и Т47                           |                                            |                                      |
| Лу Ли · Кина                              | Anrune Liebenberg · Јужноафричка Република | Сае Цуји · Јапан                     |
| Класа Т52                                 |                                            |                                      |
| Мишел Стилвел · Канада                    | Марике Верворт · Белгија                   | Кери Морган · САД                    |
| Класа Т53                                 |                                            |                                      |
| Хунгџуан Џоу · Кина                       | Челси Мекламер · САД                       | Анђела Балард · Аустралија           |
| Класа Т54                                 |                                            |                                      |
| Татјана Мекфаден · САД                    | Чери Мадсен · САД                          | Лихунг Цоу · Кина                    |

## Резултати

### Финале

#### Класа Т11
Финале је одржано 16.9.2016. годину у 17:30.,,
| Пласман | Атлетичарка         | Земља     | Класа | Резултат | Белешка  |
| ------- | ------------------- | --------- | ----- | -------- | -------- |
|         | Цуејћинг Љу         | Кина      | Т11   | 56,71    |          |
|         | Сол Рохас           | Венецуела | Т11   | 57,64    |          |
|         | Терезина Гуилермина | Бразил    | Т11   | 57,97    |          |
| 4.      | Симплисио да Силва  | Бразил    | Т11   | Диск.    | чл. 18.5 |

#### Класа Т12
Финале је одржано 17.9.2016. годину у 18:25.,,
| Пласман | Атлетичарка         | Земља    | Класа | Резултат | Белешка    |
| ------- | ------------------- | -------- | ----- | -------- | ---------- |
|         | Омара Дуранд        | Куба     | Т12   | 51,77    | СР, ПР, ЛР |
|         | Оксана Ботурчук     | Украјина | Т12   | 53,14    | РР, ЛР     |
|         | Едмилса Говерно     | Мозамбик | Т12   | 53,89    | РР, ЛР     |
| 4.      | Мелани Бергес Гамез | Шпанија  | Т12   | 57,66    |            |

#### Класа Т13
Такмичење је одржано 17.9.2016. годину у 10:44,,
| Пласман | Атлетичарка        | Земља                  | Класа | ЛР      | ЛРС     | Резултат | Белешка |
| ------- | ------------------ | ---------------------- | ----- | ------- | ------- | -------- | ------- |
|         | Нантенин Кеита     | Француска              | Т13   | 56,30   | 56,30   | 55,78    | РР, ЛР  |
|         | Илсе Хејс          | Јужноафричка Република | Т13   | 56,20   | 56,20   | 56,49    |         |
|         | Leilia Adzhametova | Украјина               | Т13   | 1:00,59 | 1:00,59 | 56,60    | ЛР      |
| 4.      | Ким Крозби         | САД                    | Т13   | 58,61   | 58,61   | 57,26    | ЛР      |
| 5.      | Олена Гљебова      | Украјина               | Т13   | 56,76   |         | 57,59    | ЛРС     |
| 6.      | Сана Бенхама       | Мароко                 | Т13   | 57,44   | 58,82   | 58,40    | ЛРС     |
| 7.      | Каролина Дуарте    | Португалија            | Т13   | 58,16   | 58,16   | 58,52    |         |
| 8.      | Сомаја Боусаид     | Тунис                  | Т13   | 56,77   |         | 1:03,98  | ЛРС     |

#### Класа Т20
Финале је одржано 13.9.2016. годину у 17:46.,,
| Пласман | Атлетичарка                   | Земља    | Класа | Резултат | Белешка    |
| ------- | ----------------------------- | -------- | ----- | -------- | ---------- |
|         | Бреана Кларк                  | САД      | Т20   | 57,79    | ПР, РР, ЛР |
|         | Наталија Лезловетска          | Украјина | Т20   | 58,48    | ЛР         |
|         | Барбара Њевјеџиал             | Пољска   | Т20   | 58,51    |            |
| 4.      | Сити Нур Иасах Мохамад Арифин | Малезија | Т20   | 58,55    | РР, ЛР     |
| 5.      | Сабина Стенка                 | Пољска   | Т20   | 55,27    |            |
| 6.      | Пирошка Чонтош                | Мађарска | Т20   | 59,41    | ЛР         |
| 7.      | Ерика Керестеши               | Мађарска | Т20   | 1:00,47  | ЛР         |
| 8.      | Илона Биачи                   | Мађарска | Т20   | 1:01,13  |            |

#### Класа Т34
Такмичење је одржано 14.9.2016. годину у 17:30,,
| Пласман | Атлетичарка    | Земља                | Класа | ЛР      | ЛРС     | Резултат | Белешка  |
| ------- | -------------- | -------------------- | ----- | ------- | ------- | -------- | -------- |
|         | Хана Кокрофт   | Уједињено Краљевство | Т34   | 58,59   | 1:00,21 | 58,78    | СР, ПР   |
|         | Алекса Халко   | САД                  | Т34   | 1:01,80 | 1:01,80 | 1:00,79  | РР, ЛР   |
|         | Каре Аденеган  | Уједињено Краљевство | Т34   | 1:02,68 | 1:03,18 | 1:01,67  | ЛР       |
| 4.      | Розмари Литл   | Аустралија           | Т34   | 1:00,92 | 1:00,92 | 1:01,91  | РР       |
| 5.      | Десире Вранкен | Холандија            | Т34   | 1:05,13 | 1:05,24 | 1:04,11  | ЛР       |
| 6.      | Харука Китаура | Јапан                | Т34   | 1:15,66 | 1:15,66 | 1:13,82  | РР, ЛР   |
|         | Џојс Лефевр    | Белгија              | Т34   | 1:11,76 | 1:11,76 | Диск.    | чл. 6.18 |
|         | Мелиса Николс  | Уједињено Краљевство | Т34   | 1:04,46 | 1:05,36 | НС       |          |

#### Класа Т37
Финале је одржано 13.9.2016. годину у 10:14.,,
| Пласман | Атлетичарка        | Земља                  | Класа | Резултат | Белешка    |
| ------- | ------------------ | ---------------------- | ----- | -------- | ---------- |
|         | Georgina Hermitage | Уједињено Краљевство   | Т37   | 1:00,53  | СР, ПР, ЛР |
|         | Сјаојен Вен        | Кина                   | Т37   | 1:03,28  | РР, ЛР     |
|         | Неда Бахи          | Тунис                  | Т37   | 1:03,71  | РР, ЛР     |
| 4.      | Фенфен Ђанг        | Кина                   | Т37   | 1:05,66  |            |
| 5.      | Манди Франсоа-Ели  | Француска              | Т37   | 1:06,09  |            |
| 6.      | Јингли Ли          | Кина                   | Т37   | 1:07,45  |            |
| 7.      | Лизел Гоувс        | Јужноафричка Република | Т37   | 1:09,08  |            |
| 8.      | Јохана Бенсон      | Намибија               | Т37   | 1:12,35  |            |

#### Класа Т38
Такмичење је одржано 14.9.2016. годину у 11:17,,
| Пласман | Атлетичарка       | Земља                | Класа | ЛР      | ЛРС     | Резултат | Белешка    |
| ------- | ----------------- | -------------------- | ----- | ------- | ------- | -------- | ---------- |
|         | Кадина Кокс       | Уједињено Краљевство | Т38   | 1:02,38 | 1:02,38 | 1:00,71  | СР, ПР, ЛР |
|         | Ђуенфеј Чен       | Кина                 | Т38   | 1:02,53 | 1:08,47 | 1:01,34  | РР, ЛР     |
|         | Вероника Хиполито | Бразил               | Т38   | 1:03,42 | 1:04,95 | 1:03,14  | РР, ЛР     |
| 4.      | Торита Исак       | Аустралија           | Т38   | 1:04,53 | 1:04,53 | 1:04,47  | РР, ЛР     |
| 5.      | Соња Мансоур      | Тунис                | Т38   | 1:04,40 | 1:06,63 | 1:04,91  | ЛРС        |
| 6.      | Марија Фернандез  | Португалија          | Т38   | 1:08,95 | 1:08,95 | 1:08,62  | ЛР         |
| 7.      | Јука Такамацу     | Јапан                | Т38   | 1:09,33 | 1:09,33 | 1:11,64  |            |

#### Класе Т43 и Т44
Такмичење је одржано 12.9.2016. годину у 18:12,,
| Пласман | Атлетичарка       | Земља                | Класа | ЛР      | ЛРС     | Резултат | Белешка    |
| ------- | ----------------- | -------------------- | ----- | ------- | ------- | -------- | ---------- |
|         | Мари-Амели Ле Фур | Француска            | Т44   | 59,30   | 59,34   | 59,27    | СР, ПР, ЛР |
|         | Ирмгард Бенсусан  | Немачка              | Т44   | 1:01,80 | 1:01,80 | 1:00,79  | РР, ЛР     |
|         | Каре Аденеган     | Уједињено Краљевство | Т44   | 1:02,68 | 1:03,18 | 1:01,67  | ЛР         |
| 4.      | Розмари Литл      | Аустралија           | Т43   | 1:00,92 | 1:00,92 | 1:01,91  | РР         |
| 5.      | Десире Вранкен    | САД                  | Т43   | 1:05,13 | 1:05,24 | 1:04,11  | ЛР         |
| 6.      | Харука Китаура    | Јапан                | Т44   | 1:15,66 | 1:15,66 | 1:13,82  | РР, ЛР     |
|         | Џесика Хејмс      | САД                  | Т44   | 1:11,17 | 1:11,17 | 1:09,17  | ЛР         |
|         | Ђузепина Версаче  | Италија              | Т43   | 1:04,21 | 1:04,21 | Диск.    | чл. 18.5   |

#### Класе Т46 и Т47
Финале је одржано 14.9.2016. годину у 18:26.,,
| Пласман | Атлетичарка                               | Земља                  | Класа | Резултат | Белешка |
| ------- | ----------------------------------------- | ---------------------- | ----- | -------- | ------- |
|         | Лу Ли                                     | Кина                   | Т47   | 58,09    | РР, ЛР  |
|         | Anrune Liebenberg                         | Јужноафричка Република | Т47   | 58,88    |         |
|         | Сае Цуји                                  | Јапан                  | Т47   | 1:00,62  | ЛР      |
| 4.      | Аманда Керна                              | Чиле                   | Т46   | 1:01,48  |         |
| 5.      | Амара Индумати Карунати Лалвала Палија Г. | Шри Ланка              | Т47   | 1:01,74  | ЛР      |
| 6.      | Ејми Вот                                  | САД                    | Т47   | 1:04,21  |         |
| 7.      | Јени Варгас                               | Перу                   | Т47   | 1:09,63  |         |
| 8.      | Тересиња де Жесус Кореиа дос Сантос       | Бразил                 | Т46   | НС       |         |

#### Класа Т52
Такмичење је одржано 10.9.2016. годину у 11:04,,
| Пласман | Атлетичарка             | Земља    | Класа | ЛР      | ЛРС     | Резултат | Белешка |
| ------- | ----------------------- | -------- | ----- | ------- | ------- | -------- | ------- |
|         | Мишел Стилвел           | Канада   | Т52   | 1:05,41 | 1:06,94 | 1:05,43  | ПР, ЛР  |
|         | Марике Верворт          | Белгија  | Т52   | 1:04,87 | 1:06,93 | 1:07,62  |         |
|         | Кери Морган             | САД      | Т52   | 1:09,93 | 1:09,93 | 1:08,31  | ЛР      |
| 4.      | Јука Кијама             | Јапан    | Т52   | 1:17,64 | 1:17,64 | 1:21,87  |         |
| 5.      | Норсилавати Бинте Са'ат | Сингапур | Т52   | 1:53,80 | 1:53,80 | 1:49,56  | ЛР      |

#### Класа Т53
Финале је одржано 11.9.2016. годину у 17:30.,,
| Пласман | Атлетичарка     | Земља                | Класа | Резултат | Белешка    |
| ------- | --------------- | -------------------- | ----- | -------- | ---------- |
|         | Хунгџуан Џоу    | Кина                 | Т53   | 54,43    | СР, ПР, ЛР |
|         | Челси Мекламер  | САД                  | Т53   | 55,13    | ЛР         |
|         | Анђела Балард   | Аустралија           | Т53   | 55,28    |            |
| 4.      | Лиша Хуанг      | Кина                 | Т53   | 55,52    | ЛР         |
| 5.      | Ширли Рајли     | САД                  | Т53   | 56,10    | ЛРС        |
| 6.      | Хамиде Курт     | Турска               | Т53   | 57,61    |            |
| 7.      | Кетрин Дебрунер | Швајцарска           | Т53   | 58,29    |            |
|         | Саманта Кингорн | Уједињено Краљевство | Т53   | Диск.    | чл. 17.8   |

#### Класа Т54
Финале је одржано 11.9.2016. годину у 17:37.,,
| Пласман | Атлетичарка            | Земља      | Класа | Резултат | Белешка |
| ------- | ---------------------- | ---------- | ----- | -------- | ------- |
|         | Татјана Мекфаден       | САД        | Т54   | 53,30    |         |
|         | Чери Мадсен            | САД        | Т54   | 54,50    |         |
|         | Лихунг Цоу             | Кина       | Т54   | 54,70    | ЛР      |
| 4.      | Венђуен Љу             | Кина       | Т54   | 54,72    | ЛРС     |
| 5.      | Мануела Шар            | Швајцарска | Т54   | 55,27    | ЛРС     |
| 6.      | Ђинг Ма                | Кина       | Т54   | 55,83    | ЛР      |
| 7.      | Хана Мекфаден          | САД        | Т54   | 56,20    |         |
| 8.      | Маргриет ван ден Броек | Холандија  | Т54   | 57,37    |         |